# Földi kakukkgébics
A földi kakukkgébics (Coracina maxima) a madarak osztályának verébalakúak (Passeriformes) rendjébe és a tüskésfarúfélék (Campephagidae) családjába tartozó faj.

## Rendszerezése
A fajt Eduard Rüppell német zoológus és  ornitológus írta le 1839-ben, a Ceblepyris nembe Ceblepyris maxima néven.

## Előfordulása
Ausztrália területén honos. Természetes élőhelyei a szubtrópusi vagy trópusi gyepek, szavannák és cserjések, valamint legelők és szántóföldek.

## Megjelenése
Testhossza 38 centiméter, testtömege 124-155 gramm. A fejétől kezdve a vállán át a háta közepéig szürke színű, szárnya és farka sötét szürke. A mellkasa, a hasa és a fara fehér és feketén csíkozott.
|  |

## Életmódja
Szinte teljes táplálékát a földről szerzi, néha felugrik a repülő rovarok után.

## Szaporodása
Szaporodási ideje augusztustól decemberig tart. Csésze alakú fészkét egy vízszintes ágvillára építi, fűvel, növény szárakkal, gyapjúval és pókhálóval béleli.
|  |

## Természetvédelmi helyzete
Az elterjedési területe rendkívül nagy, egyedszáma ugyan csökken, de még nem éri el a kritikus szintet. A Természetvédelmi Világszövetség Vörös listáján nem fenyegetett fajként szerepel.